# Katia Piccolini
Katia Piccolini (née le 15 janvier 1973) est une joueuse de tennis italienne, professionnelle de la fin des années 1980 à 1999. 
En 1990, elle a atteint le 3e tour à l'US Open (battue par Leila Meskhi), sa meilleure performance en simple dans un tournoi du Grand Chelem.
Au cours de sa carrière, Katia Piccolini a remporté un titre WTA en simple et sept titres ITF en simple.

## Palmarès

### Titre en simple dames
| No | Date       | Nom et lieu du tournoi             | Catégorie | Dotation | Surface      | Finaliste     | Score    |          |
| -- | ---------- | ---------------------------------- | --------- | -------- | ------------ | ------------- | -------- | -------- |
| 1  | 15-07-1991 | Volvo San Marino Open, Saint-Marin | Tier V    | 75 000 $ | Terre (ext.) | Silvia Farina | 6-2, 6-3 | Parcours |

### Finale en simple dames
| No | Date       | Nom et lieu du tournoi | Catégorie | Dotation | Surface      | Vainqueure      | Score    |          |
| -- | ---------- | ---------------------- | --------- | -------- | ------------ | --------------- | -------- | -------- |
| 1  | 10-09-1990 | Athens Open, Athènes   | Tier V    | 75 000 $ | Terre (ext.) | Cecilia Dahlman | 7-5, 7-5 | Parcours |

## Parcours en Grand Chelem

### En simple dames
| Année | Open d'Australie | Open d'Australie | Internationaux de France | Internationaux de France | Wimbledon       | Wimbledon   | US Open         | US Open         |
| 1990  | -                | -                | 1er tour (1/64)          | Monica Seles             | 1er tour (1/64) | Lori McNeil | 3e tour (1/16)  | Leila Meskhi    |
| 1991  | -                | -                | 1er tour (1/64)          | Jennifer Capriati        | -               | -           | 1er tour (1/64) | Arantxa Sánchez |
| 1992  | -                | -                | 2e tour (1/32)           | Mana Endo                | -               | -           | -               | -               |
| 1993  | -                | -                | 1er tour (1/64)          | Sandra Wasserman         | -               | -           | -               | -               |

À droite du résultat, l’ultime adversaire.

### En double dames
N'a jamais participé à un tableau final.

## Parcours aux Jeux olympiques

### En simple dames
| # | Date       | Nom de l'olympiade      | Surface      | Résultat        | Ultime adversaire | Score    |          |
| - | ---------- | ----------------------- | ------------ | --------------- | ----------------- | -------- | -------- |
| 1 | 28/07/1992 | Olympic Games Barcelone | Terre (ext.) | 1er tour (1/32) | Nicole Provis     | 6-1, 6-0 | Parcours |

## Classements WTA en fin de saison

### En simple
| Année | 1988 | 1989 | 1990 | 1991 | 1992 | 1993 | 1994 | 1997 | 1998 | 1999 |
| Rang  | 302  | 180  | 47   | 62   | 103  | 284  | 967  | 607  | 351  | 605  |

Source : (en) « Classements de Katia Piccolini », sur le site officiel du WTA Tour

### En double
| Année | 1989 | 1990 | 1991 | 1992 | 1993 | 1994 | 1997 | 1998 |
| Rang  | 284  | 560  | 164  | 270  | -    | -    | -    | 823  |

Source : (en) « Classements de Katia Piccolini », sur le site officiel du WTA Tour